# Abruptum
Abruptum ist eine 1989 gegründete schwedische Band.

## Geschichte

### 1989–1996
Die Band wurde 1989 von Tony „IT“ Särkkä sowie Jim „All“ Berger, die auch bei Vondur und War zusammenarbeiteten, gegründet und im Jahr 1990 durch Ext  ergänzt. In dieser Besetzung nahm man noch im selben Jahr die erste Demokassette Hextum Galaem Zelog auf. Nach dessen Fertigstellung wurde Ext wegen persönlicher Differenzen aus der Band geworfen und kurz darauf – noch immer 1990 – das zweite Demo The Satanist Tunes fertiggestellt.
Im Jahre 1991 folge die EP Evil (später unter dem Titel Psychoslaughter wiederveröffentlicht). Einige Zeit darauf musste All die Band wegen massiver Alkoholprobleme verlassen und wurde durch Morgan „Evil“ Steinmeyer Håkansson von der damals noch jungen schwedischen Black-Metal-Band Marduk ersetzt. In dieser Besetzung folgten 1993 das Album Obscuritatem advoco amplectère me sowie 1994 das Album In umbra malitiae ambulabo, in aeternum in triumpho tenebraum, beide auf Deathlike Silence Productions. Ohne Beteiligung Evils folgte 1996 das Album Vi sonus veris nigrae malitiaes. 1997 verließ IT die Black-Metal-Szene.

### Seit 2000
Im Jahre 2000 jedoch beschloss Evil, Abruptum alleine weiterzuführen und veröffentlichte noch im selben Jahr die EP De profundis mors vas cousumet, welche teils aus alten (1991) und bis dahin unveröffentlichten, teils bereits aus neu komponierten Stücken bestand, wobei Evil mit letzteren, ganz wie mit dem 2004 folgenden Album Casus luciferi, stilistisch weitgehend neue Wege einschlug.
Nachdem Evil im Jahre 2005 zunächst die Auflösung Abruptums bekannt gab, kündigte er einige Zeit darauf das Erscheinen eines weiteren Albums für den Herbst 2005 an, welches den Titel Maleficent tragen sollte. Der Erscheinungstermin wurde zunächst auf den 20. Februar 2006 verschoben, das Album wurde aber bis heute nicht veröffentlicht.
Insbesondere, weil Abruptum stets als vor allem ITs geistiges Kind galt, merken Kritiker an, dass das Weiterführen Abruptums seitens Evil vor allem finanziellen Erwägungen geschuldet sein dürfte. So begegnen Fans der Abruptum-Ära bis 1996 den späteren Veröffentlichungen zumeist mit Ablehnung.
Für das Jahr 2011 wurde ein Album namens Potestates Apocalypsis angekündigt, das über Evils Plattenfirma Blooddawn Productions und Regain Records erscheinen soll.
Am 14. Februar 2017 verstarb IT. Die Schwester ITs hatte verlauten lassen, dass sie sich zum Tod ihres Bruders nicht äußern möchte.

## Stil
Die Kompositionen Abruptums greifen auf guttural erzeugtes Geschrei und für den (Black) Metal typische Instrumente (die aber nur bedingt im traditionellen Sinne gespielt werden) zurück, stehen aber kaum in Bezug zu Musik im Sinne klanglicher Harmonie, sodass sie auch als eine Art „Anti-Musik“ bezeichnet werden. Die Zuordnung als Black Metal wird dementsprechend als umstritten angesehen. Den Aussagen ihres Gründers ITs zufolge ist dies jedoch durchaus beabsichtigt: Euronymous hatte Abruptum als „The Audial Essence of Pure Black Evil“ (zu Deutsch etwa: „Die akustische Essenz des reinen, schwarzen Bösen“) bezeichnet, IT sah diese Beschreibung als zutreffend an und bestand darauf, dass Abruptum keine Band sei und keine Musik spiele.
Durchzogen von als äußerst störend empfundenen Klangreizen, metallisch-bizarren Geräuschkulissen und übersteuertem, unmenschlich anmutenden Schreien, erzeugen die Werke Abruptums eine äußerst dunkle Stimmung, die man dem Death Industrial zuordnen kann.

## Diskografie
- 1990: Hextum Galaem Zelog, Demo
- 1990: The Satanist Tunes, Demo
- 1991: Evil, 7"-EP
- 1991: Orchestra of Dark, Demo
- 1993: Obscuritatem advoco amplectère me
- 1994: In umbra malitiae ambulabo, in aeternum in triumpho tenebraum
- 1995: De profundis mors vas cousumet auf Nordic Metal – A Tribute to Euronymous
- 1995: Evil Genius
- 1996: Vi sonus veris nigrae malitiaes
- 2000: De profundis mors vas cousumet, EP
- 2004: Casus Luciferi
- 2008: Maledictum, 10”
- 2011: Potestates Apocalypsis